# Сітковський Олександр Васильович
Олександр Васильович Сітковський (нар. 9 червня 1978, Жовті Води, Дніпропетровська область, Україна) — український легкоатлет, що спеціалізується на марафонському бігу, учасник Олімпійських ігор 2008, 2012, 2016 та 2020 років.

## Основні досягнення
| Рік  | Чемпіонат        | Місце проведення         | Місце | Результат    |
| ---- | ---------------- | ------------------------ | ----- | ------------ |
| 2008 | Олімпійські ігри | Пекін, Китай             | —     | Не фінішував |
| 2012 | Олімпійські ігри | Лондон, Велика Британія  | 12    | 2:12:56      |
| 2016 | Олімпійські ігри | Ріо-де-Жанейро, Бразилія | 20    | 2:14:24      |
| 2021 | Олімпійські ігри | Токіо, Японія            | —     | Не фінішував |